# بلشون ليل مالافي
بلشون ليل مالافي (الاسم العلمي: Gorsachius melanolophus) هو نوع من فصيلة بلشونيات.